# Andalusi nubah
Andalusī nūbah (em árabe: نوبة أندلسيّة; romaniz.: nūbā ou nouba, árabe clássico: nawbah, nōbah) é um gênero musical com origem na música árabe-andalusiano (ou música andalusi, antigo sawt, صوت) que durante o século IX foi de Bagdá para as províncias de Córdova e Granada, mas tradicionalmente encontrado nos países da África Magrebina (ou África Noroeste), que inclui: Marrocos, Argélia, Tunísia e Líbia.
As cidades do norte da África herdaram um estilo musical andaluz de Granada (ou gharnati). Este termo em Marrocos designa um estilo musical distinto chamado "Tarab Al Ala" originário de Córdova e Valência.

## Performance
As letras são cantadas por um solista, ou em uníssono por um coro, e são escolhidas a partir das formas poéticas clássica (muwashshah) ou coloquial (zajal, زجل).
O nubah inicia com um improviso melódico (taqsim, تَقْسِيم) e possui cinco seções principais de poesia cantada acompanhadas por instrumentação (cada com um padrão rítmico específico - mizan ou wazn, وزن‎), sempre precedida por um breve interlúdio instrumental, durante a qual a Arabic Maquam (sistema de modos melódicos) é desdobrada, caracteriza-se pela intensidade rítmica e aceleração dos tempos à medida que os padrões rítmicos simplificam (os agrupamentos rítmicos podem ir de 6 para 8, ou de 8 para  4, ou de 4 para 3).
O formato nubah andalusi:
1. improviso melódico (taqsim);
2. interlúdio instrumental;
3. 1ª seção principal de poesia cantada (mizan);
4. interlúdio instrumental;
5. 2ª seção principal de poesia cantada (mizan);
6. interlúdio instrumental;
7. 3ª seção principal de poesia cantada (mizan);
8. interlúdio instrumental;
9. 4ª seção principal de poesia cantada (mizan);
10. interlúdio instrumental;
11. 5ª seção principal de poesia cantada (mizan).

Os nomes das seções variam de acordo com a região, indicando o padrão rítmico (wazn) usado:
- Na Argélia (12 nubah e 4 incompletos): msaddar, btayhi, darj, insiraf, khlas;
- Na Tunisia (13 nubah): btaybhi, barwal, darj, khafif, khatm;
- Em Morrocos (11 nubah): basit (6/4) بسيط, qaum wa nusf (8/4) قوم و نصف, darj (4/4) जर्ज, btayhi (8/4) यहिायहि, quddam (3/4 ou 6/8).[6][7]

O conjunto instrumental inclui: oud, rebab ou rebec, ney, kanun, pandeiro e o tambor darbuka (semelhante ao jenbe), onde os instrumentistas também fazem o coro.

### Tunísia
Na Tunísia, os 13 nubat são tradicionalmente classificados pelo amador aristocrático do século XVIII Muhammad al-Rashid Bey, que compôs ou comissionou 27 peças instrumentais (bashrafs, etc.) que introduzem e separam as principais partes vocais no ciclo nuba. Neste sistema, os 13 nuba são tratados como um único ciclo global, de acordo com a sequência ideal de execução. Muitos nuba tunisianos são considerados de inspiração turca.

### Marrocos
O nuba de Marrocos foi coletado e classificado no século XVIII pelo músico Al Haïk de Tetuan.
Ao contrário do nuba da argelino e tunísio, o tipo marroquino é longo, por isso é raro que seja tocado na sua totalidade. Estes não sofreram influência turca.

## Discografia
- Anthologie Al-âla: musique andaluci-marocaine (Antologia Al-ala: música andaluz-marroquina), 12 volumes:[10][11][12]
  - Volume 1: Nûbâ gharîbat al-husayn. Orquestra al-Brihi da cidade de Fès; Haj Abdelkrim al-Raïs, dir. 6-CD set. Auvidis W 260010. [Rabat]: Wizarat al-Thaqafah al-Maghribiyah = Royaume du Maroc Ministère de la Culture; Paris: Maison du cultures du monde / INEDIT, 1989.
  - Volume 2: Nûbâ al-'ushshâq. Orquestra Moulay Ahmed Loukili da cidade de Rabat; Haj Mohammed Toud, dir. 6-CD set. Auvidis W 260014. [Rabat]: Wizarat al-Thaqafah al-Maghribiyah = Royaume du Maroc Ministère de la Culture; Paris: Maison du cultures du monde / INEDIT, 1990.
  - Volume 3: Nûbâ al-isbihân. Orquestra do Conservatório de Tetuão; Mohammed Larbi Temsamani, dir. 6-CD set. Auvidis W 260024. [Rabat]: Wizarat al-Thaqafah al-Maghribiyah = Royaume du Maroc Ministère de la Culture; Paris: Maison du cultures du monde / INEDIT, 1993.
  - Volume 4: Nûbâ al-rasd. Orquestra de Tangier; Ahmed Zaytouni Sahraoui, dir. 6-CD set. Auvidis W 260027. [Rabat]: Wizarat al-Thaqafah al-Maghribiyah = Royaume du Maroc Ministère de la Culture; Paris: Maison du cultures du monde / INEDIT, 1995.
  - Volume 5: Nûbâ al-îstihlâl (7h 40). Orquestra al-Brihi de Fès; Haj Abdelkrim al-Raïs, dir. 7-CD set. Auvidis W 260028. [Rabat]: Wizarat al-Thaqafah al-Maghribiyah = Royaume du Maroc Ministère de la Culture; Paris: Maison du cultures du monde / INEDIT, 1994.
  - Volume 6: Nûbâ rasd al-dhil (6h 10). Orquestra Moulay Ahmed Loukili de Rabat; Haj Mohammed Toud, dir. 6-CD set. Auvidis W 260029. [Rabat]: Wizarat al-Thaqafah al-Maghribiyah = Royaume du Maroc Ministère de la Culture; Paris: Maison du cultures du monde / INEDIT, 1996.
  - Volume 7: Nûbâ 'irâq al-'ajam,. Orquestra da cidade de Tânger; Ahmed Zaytouni Sahraoui, dir. 7-CD set. Auvidis W 260030. [Rabat]: Wizarat al-Thaqafah al-Maghribiyah = Royaume du Maroc Ministère de la Culture; Paris: Maison du cultures du monde / INEDIT, 1996.
  - Volume 8: Nûbâ al-hijâz al-kebîr (7h 30). Orquestra al-Brihi de Fès; Haj Abdelkrim al-Raïs, dir. 7-CD set. Auvidis W 260031. [Rabat]: Wizarat al-Thaqafah al-Maghribiyah = Royaume du Maroc Ministère de la Culture; Paris: Maison du cultures du monde / INEDIT, 1997.
  - Volume 9: Nûbâ ramal al-mâya,. Orquestra do Conservatório de Tetuão; Mohammed Larbi Temsamani, dir. 8-CD set. Auvidis W 260032. [Rabat]: Wizarat al-Thaqafah al-Maghribiyah = Royaume du Maroc Ministère de la Culture; Paris: Maison du cultures du monde / INEDIT, 1997.
  - Volume 10: Nûbâ al-hijâz al-msharqî,. Orquestra al-Brihi de Fès; Haj Abdelkrim al-Raïs, dir. 7-CD set. Auvidis W 260033. [Rabat]: Wizarat al-Thaqafah al-Maghribiyah = Royaume du Maroc Ministère de la Culture; Paris: Maison du cultures du monde / INEDIT, 1998.
  - Volume 11: Nûbâ al-mâya,. Orquestra de Tanger; Ahmed Zaytouni Sahraoui, dir. 7-CD set. Auvidis W 260034. [Rabat]: Wizarat al-Thaqafah al-Maghribiyah = Royaume du Maroc Ministère de la Culture; Paris: Maison du cultures du monde / INEDIT, 1998.
  - Volume 12: Les deux dernièrs quddâm. Ensemble Al-Âla; Mohammed Briouel, dir. 2-CD set. Auvidis W 260035. [Rabat]: Wizarat al-Thaqafah al-Maghribiyah = Royaume du Maroc Ministère de la Culture; Paris: Maison du cultures du monde / INEDIT, 1999.
- Maroc: Musique classique Andalou-Maghrébine (Marrocos: Música clássica andaluza-magrebina) - 1984. Hajj Abdelkrim Rais e Orquestra de Fez.[13][14]
- Música Andalusi - 2001, Escola de Rabat, Lukili Mulay Ahmed.[15]
- Música Andalusi - 1960, Escola de Tetuão-Tánger, Orquesta do Conservatorio de Tetuão, Mohammed Ben Arbi Temsamani, Qá'im Wa Nisf Al Istihlál. Madrid: Pneuma, 1999.
- Musique arabo-andalouse classique (Música clássica árabe-andaluza) - 1995, Ensemble Masano Tazzi;[16]
- Nawba hijaz la-msharqi - 1999, por Muḥammad Abriyūl e Françoise Atlan.[17]
- Pneuma colección al-Andalus:[18]
  - Joyas de la música culta arabe - 2001, Abdel Karim Ensemble;
  - Músíca Andalusí al ála al-Andalusíyya 1999, Omar Metíoui;
  - Música andalusí - 1999, Escuela de Rabat;
  - Música Andalusí Escuela de Fez - 2000, Orquesta Brihi de Fèz.[19]
  - Hermana de la luna Moaxaja Andalusí de Alepo - 2001, Al Turath Ensemble.